# Stamnodes kelseyi
Stamnodes kelseyi är en fjärilsart som beskrevs av Wright 1923. Stamnodes kelseyi ingår i släktet Stamnodes och familjen mätare. Inga underarter finns listade i Catalogue of Life.